# V604SH
V604SH(ブイ ろくまるよん エスエイチ)はシャープが製造し、ソフトバンクモバイル（旧・ボーダフォン日本法人）が販売するPDC通信方式の携帯電話端末である。

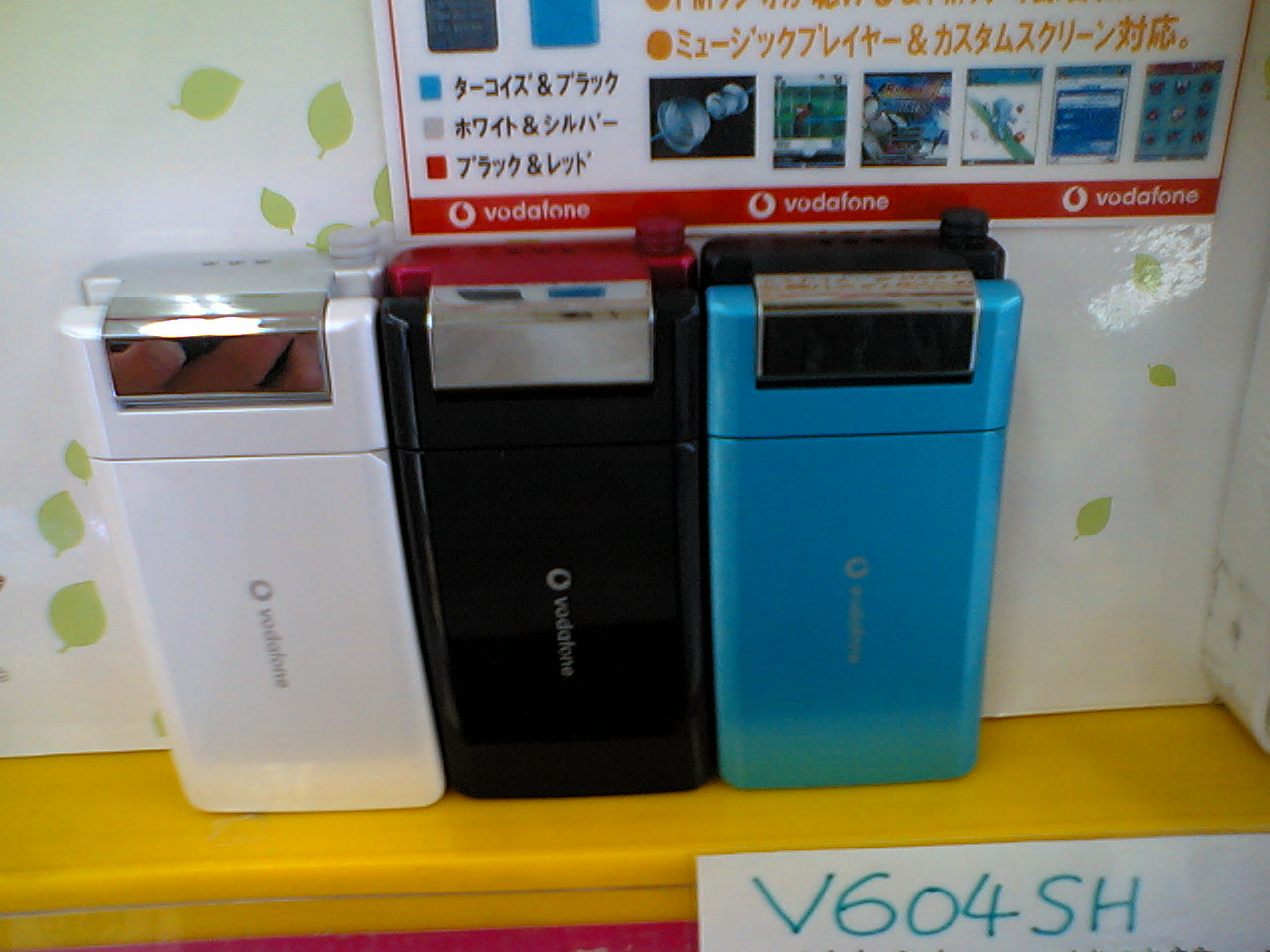
V604SH カラーバリエーション

## 特徴
本製品はSoftBank 6シリーズのPDC端末であり、TV視聴機能や320万画素カメラなど、2010年3月Softbankの第二世代携帯停波まで、PDC端末としては最高峰の機能を搭載した。
- テレビチューナー内蔵（VHF：1～12ch、UHF：13～62ch）、録画・キャプチャー機能搭載。
- FMラジオチューナー内蔵、録音機能搭載。
- モバイルカメラ（320万画素CCD・2倍光学ズームレンズ搭載（AF・マクロ機能対応、動画撮影対応。）
- モーションコントロールセンサー搭載

など。

## 付属品・オプション
- 電池パック
- 急速充電器
- 光デジタル変換ケーブル
- アナログ変換ケーブル
- 卓上ホルダー
- MiniSDカード32MB
- MiniSDメモリカードアダプタ
- L型ビデオ出力ケーブル
- シガーライター充電器
- 室内用アンテナ
- TVアンテナ付きステレオイヤホンマイク
- レザーサイドケース
- ハンズフリーキットB
- 車載ホルダー（可変タイプ）
- マルチイヤホンマイク（ブラック）